# 蟠溪站

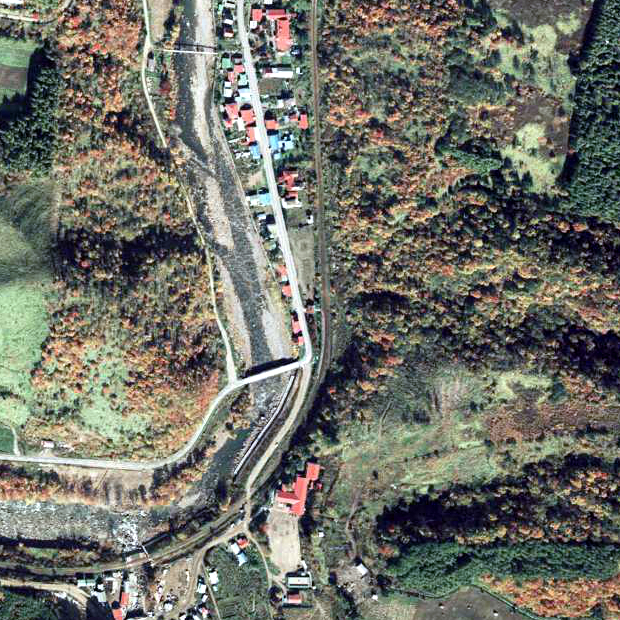
1976年的蟠溪站與方圓約500米範圍。左下方是伊達紋別方向。圖片中央設有車站大樓，車站大樓靠近伊達紋別一方設有彎曲的路軌和白色線，該線是單式月台。車站後方設有側線鄰接懸崖。

蟠溪站（日语：／ Bankei eki */?）是位於北海道有珠郡壯瞥町字蟠溪，日本國有鐵道的膽振線車站（廢站）。隨著膽振線廢除，車站在1986年（昭和61年）11月1日廢除。
在1980年（昭和55年）9月前行走的急行「膽振」停靠此站。

## 歷史
- 1940年（昭和15年）12月15日 - 膽振縱貫鐵道伊達紋別站至德舜瞥站（後來為新大瀧站）之間開通，此站啟用。當時為一般車站[1]。
- 1944年（昭和19年）7月1日 - 膽振縱貫鐵道在戰時被收購，鐵路線國有化。路線名改為膽振線[1]。
- 1971年（昭和46年）10月1日 - 結束處理貨物和行李[1][3]。成為無人車站[4]（簡易委託化）。
- 1986年（昭和61年）11月1日 - 膽振線全線廢除，此站也廢除[2]。

## 車站構造
截至車站廢除前，此站是地面車站，設有1面1線的單式月台。月台位於路軌西邊（俱知安方向的列車會開啟左邊車門）。曾經此站設有2面2線的相對式月台，當時可進行列車交會。後來，車站大樓對面的路軌在廢除交會設備後，靠近伊達紋別一方的轉轍器和部分路軌被撤走，變成了側線。但是截至1983年（昭和58年），月台已經率先撤走。
此站是無人車站（簡易委託）。在有人車站時代，部分車站大樓進行翻新，正面事務室的部分窗口被圍封。車站大樓位於西北方，鄰接於高處的月台（中途設有樓梯連接兩方）。站內的路軌位於彎位上，月台都是彎曲的。

## 站名的由來
車站名稱取自所在地名。地名源自阿伊努語的「パンケ」，其意思是「川下」。

## 使用狀況
- 在1981年度（昭和56年度），1日上下車人次為20人[5]。

## 車站周邊
- 北海道道723號洞爺湖大瀧線（日语：北海道道723号洞爺湖大滝線）[7] - 現時：國道453號（日语：国道453号）（有珠國道）。
- 蟠溪溫泉（日语：蟠渓温泉） - 車站西邊約1公里[5]。
- 蟠溪親睦中心
- 長流川[7]
- 道南巴士（日语：道南バス）「蟠溪溫泉」巴士站

## 現況
截至1997年（平成9年），月台和路軌遺還存在。附近還停留在當時車站的氣氛。截至2010年（平成22年）也是同樣，站內的樓梯還存在。截至2011年（平成23年）也是同樣，靠近伊達紋別一方還有路堤，月台上還有鐵路用品。車站遺址設置了巴士站。
此外截至1997年（平成9年），車站遺址靠近伊達紋別一方，路線跨越白水川處還設有樑橋。截至2010年（平成22年）和2011年（平成23年）也是同樣。據說橋樑旁邊設有溫泉旅館的露天風呂。

## 相鄰車站
日本國有鐵道
膽振線
久保內－蟠溪－北湯澤

## 注腳
1. 1 2 3 4 5  石野哲（編）. . JTB. 1998: 858. ISBN 978-4-533-02980-6 （日语）.
2. 1 2  . 官報. 1986-10-14 （日语）.
3. ↑  . 官報. 1971-09-30 （日语）.
4. ↑  . 鐵道公報 (日本國有鐵道總裁室文書課). 1971-09-30: 11 （日语）.
5. 1 2 3 4 5 6 7  書籍《国鉄全線各駅停車1 北海道690駅》（小學館，1983年7月發行）92頁。
6. 1 2 3  書籍《鉄道廃線跡を歩くIII》（JTB出版，1997年5月發行）41頁。
7. 1 2  書籍《北海道道路地図 改訂版》（地勢堂，1980年3月發行）
8. 1 2  書籍《新 鉄道廃線跡を歩く1 北海道・北東北編》（JTB出版，2010年4月發行）154-156頁。
9. 1 2 3  書籍《北海道の鉄道廃線跡》（著：本久公洋，北海道新聞社，2011年9月發行）198頁。